# Vela nos Jogos Olímpicos de Verão de 2020
As competições de vela nos Jogos Olímpicos de Verão de 2020 foram disputadas entre 25 de julho e 4 de agosto de 2021 no Porto de Iates de Enoshima, em Enoshima. Originalmente agendados para 2020, em 24 de março daquele ano as Olimpíadas foram adiadas para 2021 devido à pandemia de COVID-19.
Dez medalhas de ouro foram concedidas e 350 velejadores participaram das competições. As classes RS:X, Laser, Laser Radial, Finn, 470, 49er, 49erFX, e Nacra 17 se mantiveram no programa olímpico, sem mudanças significativas com relação a 2016.

## Qualificação
O número de velejadores na competição foi reduzido de 380 para 350, com uma distribuição igual entre homens e mulheres.
O período de qualificação começou no Campeonato Mundial de 2018 em Aarhus, Dinamarca. Lá, 101 vagas, cerca de 40% do total, foram entregues aos Comitês Olímpicos Nacionais (CON) com as melhores posições em cada classe. Seis vagas estiveram disponíveis nas classes Laser e Laser Radial nos Jogos Asiáticos de 2018 e nos Jogos Pan-Americanos de 2019, enquanto 61 vagas foram distribuídas aos velejadores nos Campeonatos Mundiais de cada classe em 2019. Em 2020 e em 2021, as regatas de qualificação continentais foram realizadas para decidir o restante das vagas, enquanto duas vagas nas classes Laser e Laser Radial foram entregues pela Comissão Tripartite a CONs ainda não representados.
Como país-sede, o Japão recebeu vagas em cada uma das 10 classes olímpicas.

## Formato
Os eventos permaneceram inalterados em 2020, o que foi incomum, com a única mudança significativa sendo o Nacra 17 convertido para um catamarã de hidrofólio.

### Classes (equipamento)
| Classe       | Tipo       | Evento    | Velejadores | Trapézio | Vela grande | Genoa | Balão | Primeira edição | Total de edições |
| ------------ | ---------- | --------- | ----------- | -------- | ----------- | ----- | ----- | --------------- | ---------------- |
| RS:X         | Windsurf   | feminino  | 1           | -        | +           | -     | -     | 2008            | 4                |
| RS:X         | Windsurf   | masculino | 1           | -        | +           | -     | -     | 2008            | 4                |
| Laser Radial | Bote       | feminino  | 1           | -        | +           | -     | -     | 2008            | 4                |
| Laser        | Bote       | masculino | 1           | -        | +           | -     | -     | 1996            | 7                |
| Finn         | Bote       | masculino | 1           | -        | +           | –     | –     | 1952            | 18               |
| 470          | Bote       | feminino  | 2           | 1        | +           | +     | +     | 1988            | 9                |
| 470          | Bote       | masculino | 2           | 1        | +           | +     | +     | 1976            | 12               |
| 49er         | Esquife    | masculino | 2           | 2        | +           | +     | +     | 2000            | 6                |
| 49erFX       | Esquife    | feminino  | 2           | 2        | +           | +     | +     | 2016            | 2                |
| Nacra 17     | Multicasco | misto     | 2           | 2        | +           | +     | +     | 2016            | 2                |

### Pontuação
As regatas foram no formato de flotilha, em que todos os competidores começam e navegam o mesmo curso juntos. Eles são pontuados de acordo com o sistema de pontos perdidos, em que o primeiro colocado recebe 1 ponto, o segundo, 2 pontos, e assim sucessivamente. Houve uma série de regatas preliminares, seguidas pela regata final da medalha. As classes RS:X, 49er, 49erFX, e Nacra 17 tiveram 12 regatas preliminares, enquanto as outras tiveram 10.
Ao fim das regatas preliminares, os dez primeiros colocados em cada classe (aqueles com pontuação total mais baixa) avançaram à regata da medalha. Cada barco pode descartar o pior resultado de seu total. A regata da medalha não pode ser descartada e tem pontuação dobrada. O barco com a menor pontuação após todas as regatas se sagrou vencedor. Qualquer empate na pontuação final foi quebrado a favor da embarcação que terminou à frente na regata da medalha.

## Calendário
As regatas da vela dependem muito das condições climáticas no período de disputa, sofrendo constantes alterações. No calendário final, as regatas da medalha foram disputadas entre 31 de julho e 4 de agosto de 2021.
| E | Eliminatórias | MR | Regata da medalha |

| DataEvento            | 25 jul | 26 jul | 27 jul | 28 jul | 29 jul | 30 jul | 31 jul | 1 ago | 2 ago | 3 ago | 4 ago |
| --------------------- | ------ | ------ | ------ | ------ | ------ | ------ | ------ | ----- | ----- | ----- | ----- |
| RS:X masculino        | E      | E      |        | E      | E      |        | MR     |       |       |       |       |
| Laser masculino       | E      | E      | E      |        | E      | E      |        | MR    |       |       |       |
| Finn                  |        |        | E      | E      | E      |        | E      | E     |       | MR    |       |
| 470 masculino         |        |        |        | E      | E      | E      |        | E     |       | E     | MR    |
| 49er masculino        |        |        | E      | E      | E      | E      | E      |       |       | MR    |       |
| RS:X feminino         | E      | E      |        | E      | E      |        | MR     |       |       |       |       |
| Laser Radial feminino | E      | E      | E      |        | E      | E      |        | MR    |       |       |       |
| 470 feminino          |        |        |        | E      | E      | E      |        | E     |       | H     | MR    |
| 49er feminino         |        |        | E      | E      |        | E      | E      |       |       | MR    |       |
| Nacra 17              |        |        |        | E      | E      |        | E      | E     |       | MR    |       |

## Nações participantes
Ao todo, 65 CONs tiveram atletas qualificados. Entre parênteses encontra-se representada a quantidade de competidores.
- RSA África do Sul (3)
- GER Alemanha (10)
- ANG Angola (2)
- ANT Antígua e Barbuda (1)
- ALG Argélia (2)
- ARG Argentina (11)
- AUS Austrália (13)
- AUT Áustria (6)
- BEL Bélgica (4)
- BLR Bielorrússia (2)
- BRA Brasil (13)
- CAN Canadá (9)
- CHI Chile (1)
- CHN China (12)
- CYP Chipre (4)
- KOR Coreia do Sul (4)
- CRO Croácia (4)
- DEN Dinamarca (8)
- EGY Egito (1)
- ESA El Salvador (1)
- SLO Eslovênia (3)
- ESP Espanha (15)
- USA Estados Unidos (13)
- EST Estônia (2)
- FIJ Fiji (1)
- FIN Finlândia (5)
- FRA França (14)
- GBR Grã-Bretanha (15)
- GRE Grécia (8)
- GUA Guatemala (2)
- HKG Hong Kong (3)
- HUN Hungria (4)
- IND Índia (4)
- IRL Irlanda (3)
- ISR Israel (5)
- ITA Itália (9)
- JPN Japão (15)
- LTU Lituânia (2)
- MAS Malásia (4)
- MEX México (4)
- MOZ Moçambique (3)
- MNE Montenegro (1)
- NOR Noruega (8)
- NZL Nova Zelândia (10)
- NED Países Baixos (10)
- PNG Papua-Nova Guiné (2)
- PER Peru (5)
- POL Polônia (9)
- PUR Porto Rico (2)
- POR Portugal (5)
- CZE República Checa (1)
- ROC ROC (6)
- SAM Samoa (1)
- ASA Samoa Americana (1)
- LCA Santa Lúcia (2)
- SEY Seicheles (1)
- SGP Singapura (3)
- SWE Suécia (9)
- SUI Suíça (6)
- THA Tailândia (3)
- TRI Trinidad e Tobago (1)
- TUN Tunísia (4)
- TUR Turquia (8)
- URU Uruguai (3)
- VEN Venezuela (1)

## Medalhistas
Masculino
| Evento         | Ouro                                           | Prata                                       | Bronze                                     |
| -------------- | ---------------------------------------------- | ------------------------------------------- | ------------------------------------------ |
| RS:X detalhes  | Kiran Badloe NED Países Baixos                 | Thomas Goyard FRA França                    | Bi Kun CHN China                           |
| Laser detalhes | Matthew Wearn AUS Austrália                    | Tonči Stipanović CRO Croácia                | Hermann Tomasgaard NOR Noruega             |
| Finn detalhes  | Giles Scott GBR Grã-Bretanha                   | Zsombor Berecz HUN Hungria                  | Joan Cardona Méndez ESP Espanha            |
| 470 detalhes   | Mathew Belcher William Ryan AUS Austrália      | Anton Dahlberg Fredrik Bergström SWE Suécia | Jordi Xammar Nicolás Rodríguez ESP Espanha |
| 49er detalhes  | Dylan Fletcher Stuart Bithell GBR Grã-Bretanha | Peter Burling Blair Tuke NZL Nova Zelândia  | Erik Heil Thomas Plößel GER Alemanha       |

Feminino
| Evento                | Ouro                                          | Prata                                         | Bronze                                             |
| --------------------- | --------------------------------------------- | --------------------------------------------- | -------------------------------------------------- |
| RS:X detalhes         | Lu Yunxiu CHN China                           | Charline Picon FRA França                     | Emma Wilson GBR Grã-Bretanha                       |
| Laser Radial detalhes | Anne-Marie Rindom DNK Dinamarca               | Josefin Olsson SWE Suécia                     | Marit Bouwmeester NED Países Baixos                |
| 470 detalhes          | Hannah Mills Eilidh McIntyre GBR Grã-Bretanha | Agnieszka Skrzypulec Jolanta Ogar POL Polônia | Camille Lecointre Aloïse Retornaz FRA França       |
| 49erFX detalhes       | Martine Grael Kahena Kunze BRA Brasil         | Tina Lutz Susann Beucke GER Alemanha          | Annemiek Bekkering Annette Duetz NED Países Baixos |

Misto
| Evento            | Ouro                                   | Prata                                    | Bronze                                      |
| ----------------- | -------------------------------------- | ---------------------------------------- | ------------------------------------------- |
| Nacra 17 detalhes | Ruggero Tita Caterina Banti ITA Itália | John Gimson Anna Burnet GBR Grã-Bretanha | Paul Kohlhoff Alica Stuhlemmer GER Alemanha |

## Quadro de medalhas
| Ordem | País              | Medalha de ouro | Medalha de prata | Medalha de bronze |    | Ordem por total |
| ----- | ----------------- | --------------- | ---------------- | ----------------- | -- | --------------- |
| 1     | GBR Grã-Bretanha  | 3               | 1                | 1                 | 5  | 1               |
| 2     | AUS Austrália     | 2               |                  |                   | 2  | 5               |
| 3     | NED Países Baixos | 1               |                  | 2                 | 3  | 2               |
| 4     | CHN China         | 1               |                  | 1                 | 2  | 5               |
| 5     | BRA Brasil        | 1               |                  |                   | 1  | 9               |
|       | DEN Dinamarca     | 1               |                  |                   | 1  | 9               |
|       | ITA Itália        | 1               |                  |                   | 1  | 9               |
| 8     | FRA França        |                 | 2                | 1                 | 3  | 2               |
| 9     | SWE Suécia        |                 | 2                |                   | 2  | 5               |
| 10    | GER Alemanha      |                 | 1                | 2                 | 3  | 2               |
| 11    | CRO Croácia       |                 | 1                |                   | 1  | 9               |
|       | HUN Hungria       |                 | 1                |                   | 1  | 9               |
|       | NZL Nova Zelândia |                 | 1                |                   | 1  | 9               |
|       | POL Polônia       |                 | 1                |                   | 1  | 9               |
| 15    | ESP Espanha       |                 |                  | 2                 | 2  | 5               |
| 16    | NOR Noruega       |                 |                  | 1                 | 1  | 9               |
| TOTAL | TOTAL             | 10              | 10               | 10                | 30 | —               |